# Denver (Iowa)
Pour les articles homonymes, voir Denver (homonymie).
Denver est une ville du comté de Bremer, en Iowa, aux États-Unis. La ville s'est d'abord appelée Jeffersion City. Mais après la mise en place du Star routes (en), par le département des Postes des États-Unis,  un service de courrier fourni aux villes sans service fédéral, la ville change de nom. Lorsque le bureau de poste fédéral est ouvert en 1863, la ville est baptisée Denver. Elle est incorporée le 30 juin 1896.

## Source de la traduction
- (en) Cet article est partiellement ou en totalité issu de l’article de Wikipédia en anglais intitulé « Denver, Iowa » (voir la liste des auteurs).